# Lenguas tacanas
Las lenguas tacananas o lenguas tacana son una familia de lenguas indígenas de América de cuatro o cinco lenguas oriundas de la selva amazónica extendidas por la cuenca del río Beni y su tributario el río Madre de Dios, territorio correspondiente al noroeste de Bolivia, y a la Provincia de Tambopata (Perú).

## Clasificación
En la actualidad sobreviven cuatro o cinco lenguas tacanas. Aunque Loukotka (1968:175-6) y Girard (1971:20) mencionan algunas lenguas tacanas más actualmente extintas. La unidad filogenética que forman las lenguas tacanas fue reconocida precozmente por Brinton (1891-92). Chamberlain (1913) clasificó dichas lenguas y más tarde fueron tratadas en los trabajos de Rivet (1921-3), Schmidt (1926) y Manson (1950).
Actualmente se considera que las lenguas tacanas forman, junto con las lenguas pano, parte de la familia pano-tacana. Schuller (1933) fue el primero que sugirió que las lenguas tacana estaban emparentadas con las lenguas pano. Esta hipótesis fue investigada por Key (1968, 1979) que probó la existencia de correspondencias fonéticas entre los dos grupos de lenguas. Girard (1971) reconstruyó 116 formas léxicas para el proto-pano-tacano sobre la base de dichas correspondencias, aunque queda mucho trabajo por hacer con respecto la comparación y reconstrucción gramatical.

### Lenguas de la familia
Las lenguas tacanas, bien documentadas, no ofrecen problemas y existe un alto consenso en la agrupación interna de las lenguas de la familia:
- Ese’ejja (conocido también como Ese’eha, Tiatinagua, Chama, Huarayo, Guacanawa, Chuncho, Eseʼexa, Tatinawa, Ese exa)
- Araona-Tacana
  - Araona (o Carina, Cavina)
  - Cavineña-Tacana
    - Cavineña (o Kavinenya)
    - Tacana propiamente dicho
      - Tacana (o Tupamasa, Takana)
      - Reyesano (o San Borjano, Maropa)
      - Toromona (†)

El proyecto de comparación automática ASJP, basado en la similitud léxica medida a partir de la distancia de Levenshtein en pares de palabras de la lista de Swadesh establece un árbol cladístico coincidente con la propuesta de clasificación anterior:

|  | Araona                                              |
|  |                                                     |
|  | \| \| Cavineña \| \| \| \| \| \| Tacana \| \| \| \| |
|  |                                                     |
|  | Cavineña                                            |
|  |                                                     |
|  | Tacana                                              |
|  |                                                     |

|  | Cavineña |
|  |          |
|  | Tacana   |
|  |          |

|  | Araona                                              |
|  |                                                     |
|  | \| \| Cavineña \| \| \| \| \| \| Tacana \| \| \| \| |
|  |                                                     |
|  | Cavineña                                            |
|  |                                                     |
|  | Tacana                                              |
|  |                                                     |

|  | Cavineña |
|  |          |
|  | Tacana   |
|  |          |

## Descripción lingüística

### Fonología
El inventario consonántico reconstruido para el proto-tacana es:
|           |           | bilabial | alveolar | ???    | palatal | velar |
| --------- | --------- | -------- | -------- | ------ | ------- | ----- |
| oclusiva  | sorda     | *p       | *t       |        |         | *k    |
| oclusiva  | sonora    | *b       | *d       |        |         |       |
| africada  | africada  |          | *c       | *ć     | *č      |       |
| fricativa | fricativa |          | *s       | *ś     | *š      | *x    |
| nasal     | nasal     | *m       | *n       |        |         |       |
| líquida   | líquida   |          | *r, *ŕ   | *r, *ŕ |         |       |
| semivocal | semivocal |          |          |        | *y      | *w    |

El detalle fonético de los fonemas reconstruidos /*ć,*ś,*ŕ/ no es del todo conocido, su presencia en proto-tacana se conjetura por el hecho de que dan lugar a correspondencias fonéticas regulares diferentes de las de /*c,*s,*r/ por lo que presumiblemente habrían sido fonemas diferentes y no alófonos de estos últimos. Es posible que /*r/ o /*ŕ/ corresponda en realidad a una lateral /l/, aunque dado que el reflejo de ambas en diferentes lenguas tacanas es [l] o [ɾ], no permite identificar de manera segura el valor fonético en proto-tacana.
En cuanto a las vocales, el inventario habría constado de cuatro unidades:
|         | Anterior | Central | Posterior |
| ------- | -------- | ------- | --------- |
| Cerrada | *i       |         | *o        |
| Media   | *e       |         | *o        |
| Abierta |          | *a      | *a        |

### Gramática
Las lenguas takana usan marcaje de núcleo con tendencia a que el núcleo sintáctico aparezca en posición final, hecho que se refleja en que usen posposiciones y tengan como orden básico SOV. No poseen género gramatical, clasificadores semánticos ni clases nominales.
Las lenguas takanas tienen elementos que podrían considerare como verbos auxiliares y poseen sufijos y prefijos que cambian la valencia del vebo, que pueden considerarse como voces diferentes.
En Takana y Cavineña marcan con caso morfosintáctico acorde a la función de los nombres. En otras lenguas como en Ese Eja o en Araona las marcas de caso se restringen a los pronombres. Algunas lenguas Takana muestran un alineamiento morfosintáctico de tipo ergativo. Además el tipo de ergatividad que se presenta es de tipo escindido, estando condicionado la aparición del patrón ergativo según: (a) la semántica de los nombres, (b) el modo gramatical y la polaridad y (c) si el nombre aparece en una oración subordinada o en una principal. La marca de ergativo -ra es obligatoria en el agente animado de una oración transitiva en voz directa, aunque puede ser omitida en pronombres. Esto si ilustra en (1a) y (1b):
(1a) Tuɟa ya-ʦe waka kʷana ba-ʦa-ʧine umada
Así 1ª.DL-ABS vaca PL-ABS ver-venir.OBJ-PAS muchas
'Nosotros dos vimos muchas vacas viniendo'
(1b) A-ya ya-ʦe iyakʷa waka-ra
hacer-PRES 1ª.DL-ABS ahora vaca-ERG
'Las vacas nos van a alcanzar ahora'
En (1a) la forma yaʦe 'nosotros dos' y el objeto directo waka 'vaca(s)' están en caso absolutivo, mientras que en (1b) el agente no-pronominal wakara 'vaca(s)' está en caso ergativo.
La marca de ergativo es obligatoria en los pronombres en oraciones negativas (polaridad negativa)

### Comparación léxica
Los numerales del 1 al 4 son:
| GLOSA | Subgrupo A | Subgrupo A | Subgrupo A | Subgrupo B      | Subgrupo B | PROTO- TACANA |
| GLOSA | Araona     | Takana     | Cavineña   | Ese eja         | Huarayo    | PROTO- TACANA |
| ----- | ---------- | ---------- | ---------- | --------------- | ---------- | ------------- |
| '1'   | peada      | pia-da     | pea-ɟa     | oɪ              | owi        | *pea-da       |
| '2'   | beta       | beta       | beta       | ɓeka            | beka       | *beta         |
| '3'   | beta peada | (kimiša)   | (kimiɕa)   | pea-ɓeka-pee    | bahipiep   |               |
| '4'   | beta beta  | (puši)     | (pʊɕi)     | e-ɓeka-ɓeka-pea |            |               |
Los términos entre paréntesis son préstamos del aimara.
En cuanto al vocabulario común también existe gran similitud de formas:
| GLOSA      | Cavineña | Takana  | Ese eja   | Araona  | PROTO- TACANA |
| ---------- | -------- | ------- | --------- | ------- | ------------- |
| axila      | iñokʷiha | enokiďi | e-nakʷiši | nokʷizi | *e-nokići     |
| barba      | kʷesa    | kʷeða   | ekʷesa    | kʷesa   | *(e-)kesa     |
| brazo      | ebi      | ebai    | ___       | ebai    | *e-bai        |
| labio      | ___      | ekeke   | ___       | kʷekʷe  | *(e-)keke     |
| ojo        | yatoka   | etoa    | ekoxa     | etoa    | *(e-)to-xa    |
| oreja      | ihaka    | eiďaha  | ešaka     | eizaha  | *(e-)ića-xa   |
| pecho      | ___      | ecedo   | eseʔo     | cedo    | *(e-)cedo     |
| pie        | ewači    | ewaci   | ewasi     | waci    | *(e-)wači     |
| sangre     | maša     | maša    | ___       | maša    | *maša         |
| hombre     | deka     | deha    | ɗexa      | dea     | *dexa         |
| gato       | miši     | miši    | miči      | misi    |               |
| mariposa   | hababa   | sababa  | ___       | hababai | *śababa       |
| murciélago | bina     | bina    | biña      | biña    | *bina         |
| piraña     | make     | mahe    | ___       | maece   | *maxe         |
| rama       | ya(ʔ)a   | eča     | eyaa      | eša     | *eya          |
| chile      | biho     | biďo    | ɓišo      | bizo    | *bićo         |
| maíz       | ihike    | ďihe    | šixe      | zia     | *ćike         |
| comida     | etemiki  | etemihi | ___       | temi    | *e-temi-xi    |
| cocinar    | hina-    | sina-   | sina-     | hiña-   | *śina         |
| leña       | kʷa-ti   | kʷa-ti  | kʷa-ti    | ___     | *ka-ti        |
| ropa       | ona      | ___     | haiyona   | ona     | *ona          |
| casa       | etare    | ete     | eʔki      | etae    | *e-taŕe       |
| flauta     | mori     | moi     | ___       | moi     | *moŕi         |
| nube       | ___      | boðo    | ɓo        | boso    | *bo           |
| agua       | ena      | ena     | ena       | ena     | *ena          |
| matar      | iye-     | ičewana | ___       | iše     | *iye-         |
| llamar     | iwara-   | iwa-    | ___       | iwa-    | *iwaŕa        |
| negro      | seweda   | ðeβena  | kea-tewe  | sewa    | *sewe         |
| azul/verde | sawada   | ðewane  | e-tawe    | asawili | *sawa         |